# Rathaus Sassnitz

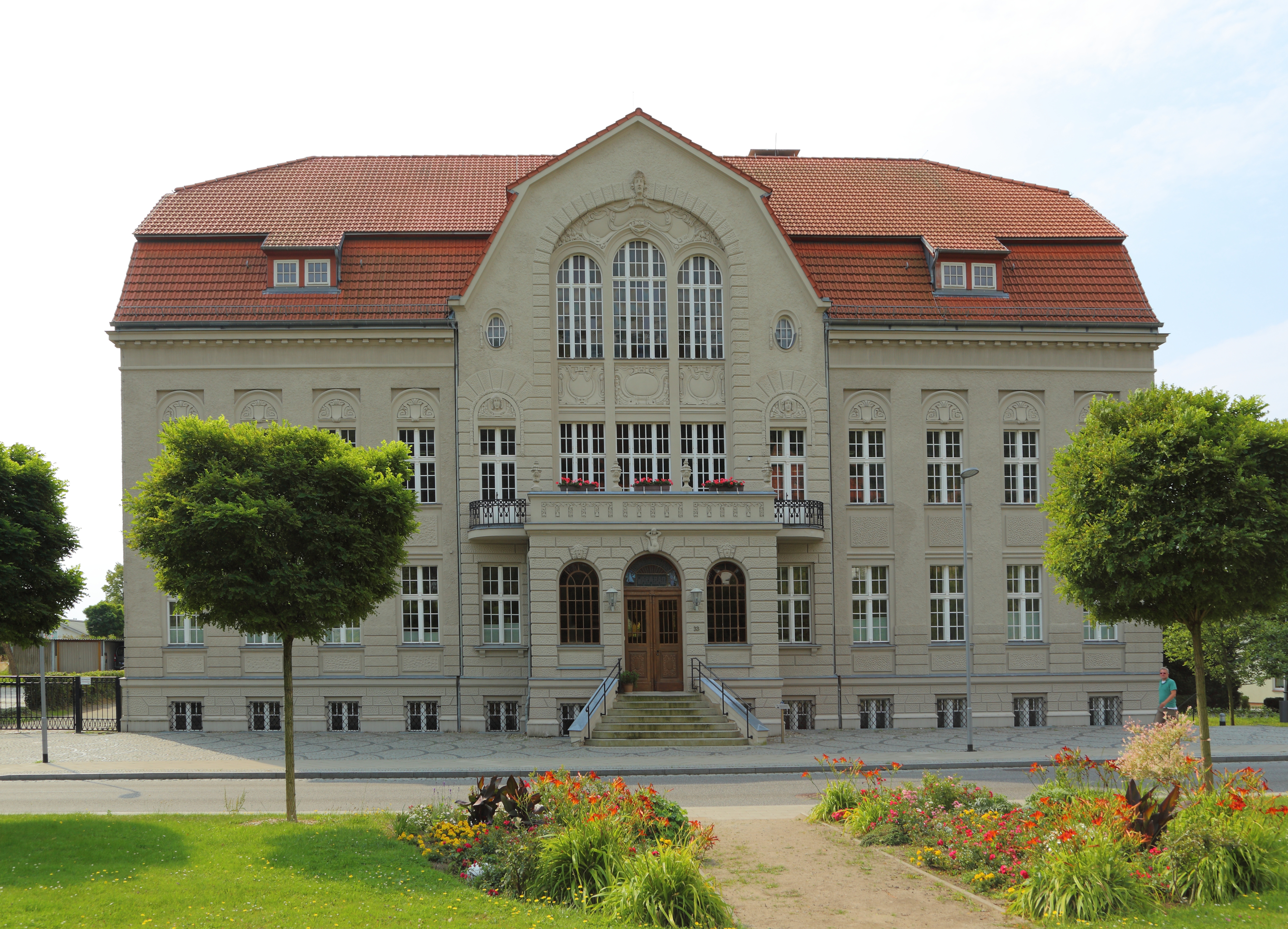

Das Rathaus Sassnitz in Sassnitz (Mecklenburg-Vorpommern), Hauptstraße 33, wurde 1910 gebaut. Das Gebäude steht unter Denkmalschutz.

## Geschichte
Die Stadt Sassnitz mit 9191 Einwohnern (2020) entstand 1906 aus dem Fischerdorf Saßnitz und dem Bauern- und Fischerdörfchen Crampas.
1908 kaufte die junge Stadt neben dem vorhandenen  Postamt ein Grundstück für ein Gemeindehaus.

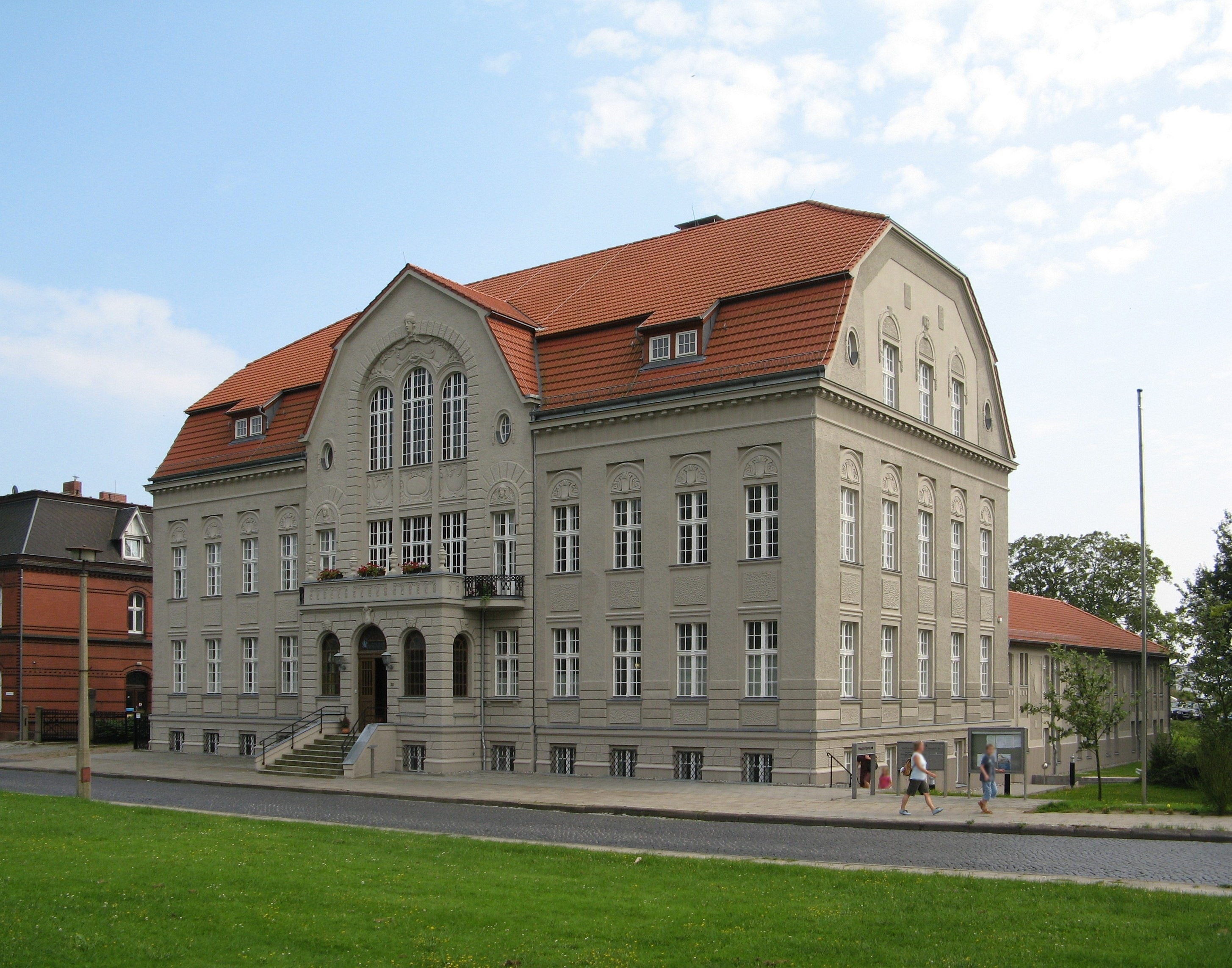

Das zweigeschossige 13-achsige verputzte repräsentative Gebäude im Jugendstil und in U-Form mit dem markanten mittleren dreigeschossigen Giebelrisalit, dem Balkon über dem Portal, dem hohen Sockelgeschoss und dem Mansarddach sowie den zwei zur Ostsee ausgerichteten zweigeschossigen Flügelbauten wurde 1910 nach Plänen von Gustav Bähr (Berlin) als Warmbad und Gemeindehaus mit Büros, Wohnungen und einem Lesesaal mit Veranda gebaut.

Am Portal erinnert eine pittoreske Glasmalerei an die frühere Funktion eines Badehauses mit den 40 Wannenzellen, einem medizinischen Bad und dem Lichtbad. Die Versorgung der Bäder erfolgte durch eine Pumpstation, die Ostseewasser in einen Behälter ins Dachgeschoss pumpte. Bis 1965 bestand das Warmbad.
Im Oktober 1998 zog die Verwaltung aus. Im Rahmen der Städtebauförderung wurde das Haus von 2002 bis September 2003 umgebaut und saniert, wobei nicht alle alten Bauteile einbezogen werden konnten.
Vor dem Rathaus in einer Grünzone steht ein Gedenkstein aus Granit, der an die Wiedervereinigung von 1990 erinnert.

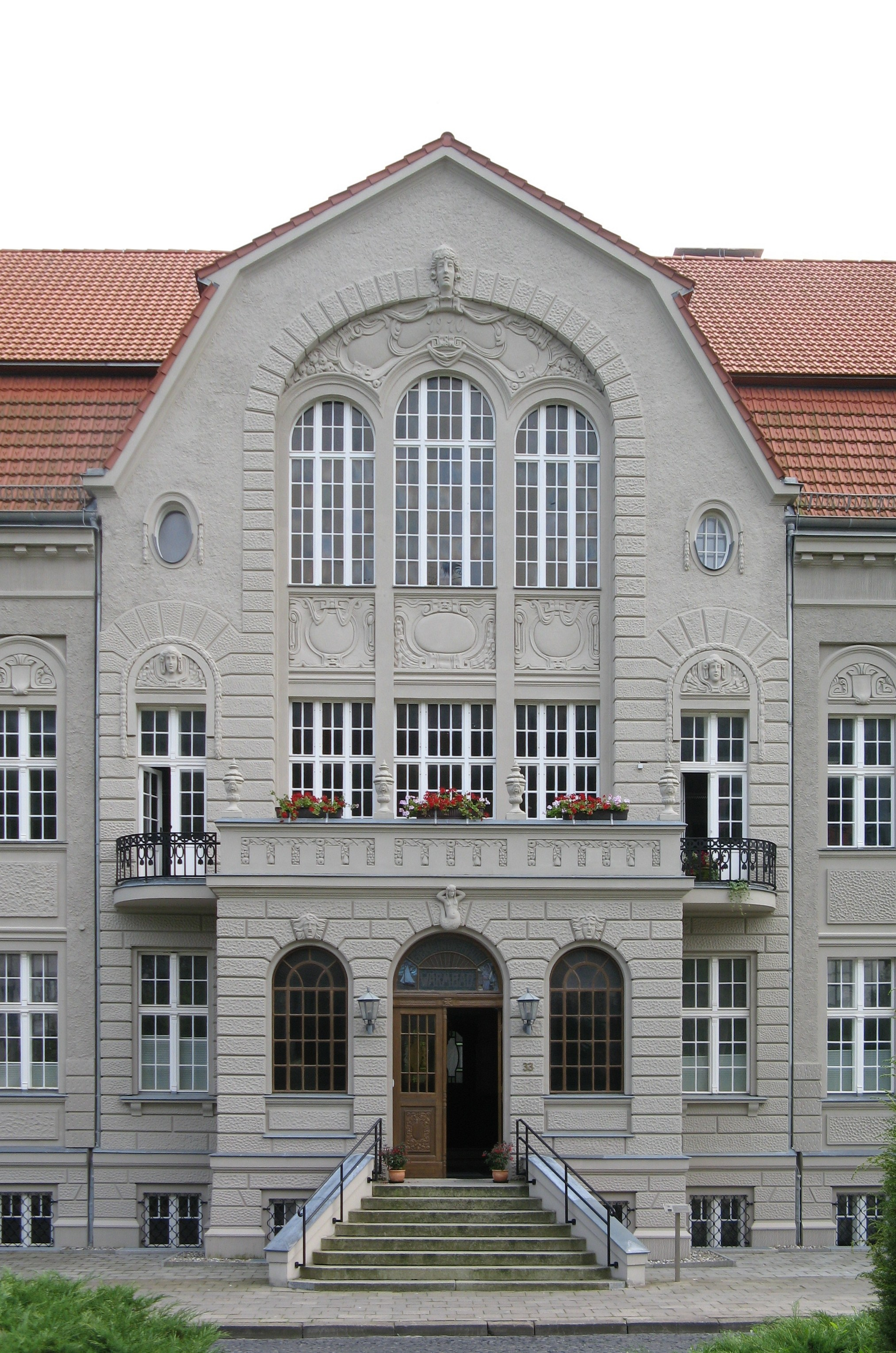
Jugendstilgiebel
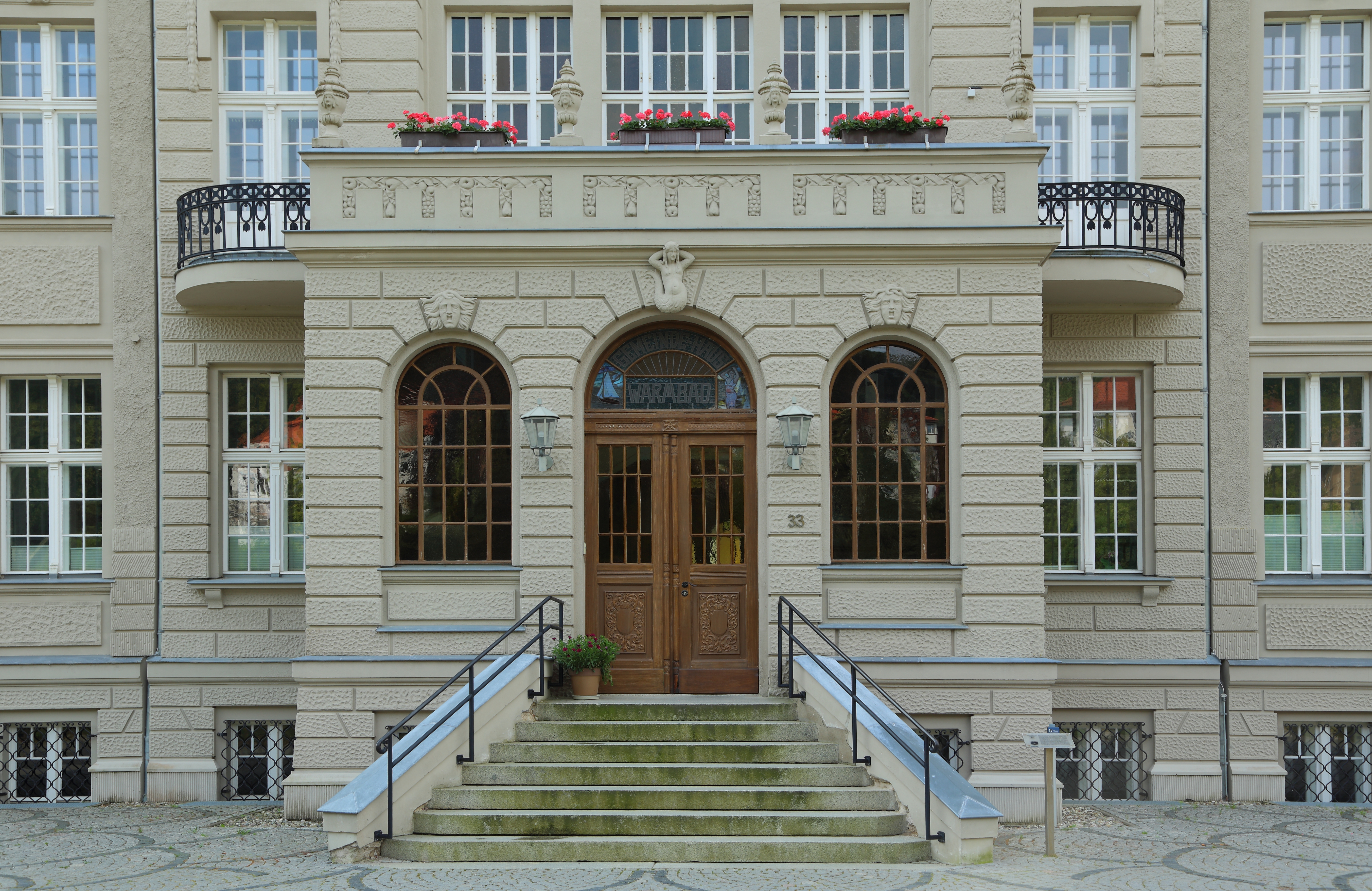
Portal mit Balkon